# 23 × 115 мм
23×115 мм — советский патрон для малокалиберных автоматических пушек. В целом уступил место в войсках снаряду 30×165 мм. В ВВС России до сих пор используется в ГШ-23Л (в хвостовой турели самолёта и в подвесном контейнере УПК-23-250) и шестиствольной ГШ-6-23.

## История
К концу ВОВ, когда немецкая истребительная авиация стала перевооружаться на 30-мм пушки, стало понятно, что мощность основного боеприпаса истребителей СССР — 20 × 99 мм R — становится недостаточна, и в октябре 1944 года была принята на вооружение пушка Нудельмана НС-23 с новым патроном к ней.
Боеприпас был создан на основе крупнокалиберного патрона 14,5×114 мм путём увеличения шейки гильзы до 23 мм. Как и в оригинальных 14,5-мм патронах, использовался поначалу слабый заряд весом 33 г, дававший снаряду скорость в 690 м/с при максимальном давлении 294,3 МПа. В 1954 году боеприпас подвергся модернизации и скорость стала достигать 720 м/с.

## Варианты
До 1953 года использовались снаряды, в основном такие же, как ВЯ.
- бронебойный зажигательный трассирующий (БЗТ)
  - БЗТ патрон с бронебойно-зажигательным снарядом массой 198 г, содержавшим 5-7 г зажигательного вещества, нет взрывателя. Бронепробитие по нормали 25-мм брони на дистанции 200 м.
- осколочный зажигательный (ОЗ).
  - ОЗ патрон с осколочно-зажигательным снарядом массой 198 г, содержавшим 15,6 г взрывчатого вещества с головным взрывателем А-23.
- осколочный зажигательный трассирующий (ОЗТ).

После 1953 года в орудии использовались следующие новые боеприпасы, и заряд пороха марки 4/7Цгр.
- бронебойный зажигательный (БЗ-А) снаряд массой 175 г с зажигательным составом ДУ-5 массой 5 г. Изменилась конструкция бронебойного сердечника, в новой конструкции сердечник полнокалиберный, тупоголовый. Вес пороха — 39 г.
- осколочный фугасный зажигательный (ОФЗ) снаряд массой 174 г с ВВ А-IX-2 массой 18,1 г (по разным источникам — 19 г[4]) . Вес пороха — 37 г, Начальная скорость — 740 м/с.[5][6]

## Используемое оружие
- НС-23 — советская авиационная пушка;
- НР-23 — советская авиационная пушка;
- АМ-23 — советская авиационная пушка;
- ГШ-23 — советская авиационная пушка;
- ГШ-6-23 — советская авиационная пушка;